# Ayat-sur-Sioule
 Ayat-sur-Sioule  es una población y comuna francesa, situada en la región de Auvernia, departamento de Puy-de-Dôme, en el distrito de Riom y cantón de Saint-Gervais-d'Auvergne.

## Demografía
| 222 | 196 | 161 | 159 | 134 | 122 |
| Para los censos de 1962 a 1999 la población legal corresponde a la población sin duplicidades (Fuente: INSEE [Consultar]) |     |     |     |     |     |